# 石鮋
石鮋（學名：Scorpaena porcus）為鮋科鮋屬的模式物種，為溫帶海水魚，分布於東大西洋不列顛群島至亞速群島、加納利群島、地中海及黑海海域，棲息深度可達800公尺，體長可達37公分，棲息在海藻生長的岩礁底層水域，以甲殼類、魚類等為食，生活習性不明，可做為食用魚及觀賞魚，具有毒性。

## 扩展阅读
- 维基共享资源上的相關多媒體資源：石鮋